# 桓公 (田斉)
桓公（かんこう、紀元前400年 - 紀元前357年）は、中国の戦国時代の斉の君主。名は午。太公の子。紀元前375年、兄の田剡を殺害して、自ら斉公となった。紀元前357年、死去した。在位18年。